# Бошко Ђуричић
Бошко Ђуричић (Јагодина, 1913 — Урије, код Бугојна, 19. јул 1942) био је правник и учесник Народноослободилачке борбе.

## Биографија
Рођен је 1913. године у Јагодини. Његов отац Јаков Ђуричић је био правник и председник Суда у Јагодини.
Завршио је Правни факултет у Београду, а током студија се прикључио револуционарном студентском покрету на Београдском универзитету. Био је члан Комунистичке партије Југославије (КПЈ).
После завршених студија, заједно са својом супругом Славком Ђуричић, вратио се у Јагодину, где је радио као адвокатски приправник. Обоје су учествовали у револуционарном раду, а њихова кућа је била једно од упоришта КПЈ у Јагодини. Године 1940. постао је члан Окружног комитета КПЈ за Моравски округ.
После окупације Краљевине Југославије, 1941. године, био је један од организатора устанка у Јагодини и околини. Био је политички комесар Поморавског партизанског одреда, са којим је учествовао у низу акција против окупатора током лета 1941. године.
Након Прве непријатељске офанзиве, крајем 1941. године, са главнином одреда повукао се у Санџак. Почетком 1942. године његов одред је укључен у састав тада формиране Друге пролетерске ударне бригаде, у њен Трећи шумадијски батаљон. У Штабу овог батаљона примио је дужност итенданта.
Погинуо је 19. јула 1942. године у борби са усташама у селу Урије, код Бугојна. У овој борби погинуло је 14 партизана, међу којима су били и Рада Миљковић, народни херој и Живадин Јанковић Кум.
У току Народноослободилачког рата, страдала је и његова супруга Славка (1914—1943), која је маја 1943. године стрељана у Јајинцима. Непосредно пре хапшења, јуна 1941. године она је родила њихову ћерку Тању, коју је оставила на чување својим родитељима.
У знак сећања на Бошка Ђуричића, од 1962. његово име носи основна школа у Јагодини, у чијем дворишту му је подигнута спомен-биста, рад вајара Радивоја Суботичког. Његово име носе улице у Јагодини и Ћуприји.